# Mistrovství Evropy v plavání na otevřené vodě 1989
I. mistrovství Evropy v plavání na otevřené vodě za rok 1989 proběhlo v Starim Gradu, Jugoslávie ve dnech 2. až 3. září 1989.

## Československá stopa
Československé reprezentovali 4 závodníci. Vedoucí výpravy Dana Řezníčková, trenér Zdeněk Tobiáš.
V závodě na 25 km žen obsadila Daniela Gruntová (*1972) z TJ Spartak Jihlava 7. místo.
V závodě na 5 km mužů obsadil Jaromír Henyš mladší (*1967) z TJ VŠ Praha 2. místo a získal stříbrnou medaili. V závodě na 25 km mužů obsadil Michal Špaček (*1973) z TJ Slavia Univerzita Brno 2. místo a získal stříbrnou medaili, Michal Šanda (*1964) z TJ Rudá hvězda Brno obsadil 4. místo.

## Výsledky
| Muži   | Zlato                         | Zlato     | Stříbro                  | Stříbro   | Bronz                       | Bronz     |
| ------ | ----------------------------- | --------- | ------------------------ | --------- | --------------------------- | --------- |
| 5 km   | Igor Majcen (YUG)             | 1:09:25,1 | Jaromír Henyš ml. (TCH)  | 1:10:08,3 | Arthur de Rouw (NED)        | 1:10:33,9 |
| 25 km1 | Nace Majcen (YUG)             | 4:52:04,7 | Michal Špaček (TCH)      | 4:57:23,7 | Dragan Kvrgić (YUG)         | 4:59:27,0 |
| Ženy   | Zlato                         | Zlato     | Stříbro                  | Stříbro   | Bronz                       | Bronz     |
| 5 km   | Anamarija Petričevićová (YUG) | 1:16:55,1 | Wandy Katerová (NED)     | 1:20:10,0 | Tanja Godinová (YUG)        | 1:20:12,8 |
| 25 km1 | Rita Lázárová (HUN)           | 5:27:07,7 | Diana Simonovićová (YUG) | 5:31:35,5 | Annemie Landmetersová (BEL) | 5:37:37,2 |

1Závod byl pro špatné povětrnostní podmínky zkrácen na 21 km.

## Medailová bilance
V plavání na otevřené vodě se rozdělily celkem 4 sady medailí.
| Pořadí | Stát                            |       | Muži    | Muži  | Muži  |         | Ženy  | Ženy  | Ženy    |       | Muži + Ženy | Muži + Ženy | Muži + Ženy | Celkem |
| Pořadí | Stát                            | Zlato | Stříbro | Bronz | Zlato | Stříbro | Bronz | Zlato | Stříbro | Bronz |             |             |             | Celkem |
| ------ | ------------------------------- | ----- | ------- | ----- | ----- | ------- | ----- | ----- | ------- | ----- | ----------- | ----------- | ----------- | ------ |
| 1.     | Jugoslávie (YUG)                |       | 2       | 0     | 1     |         | 1     | 1     | 1       |       | 3           | 1           | 2           | 6      |
| 2.     | Maďarská lidová republika (HUN) |       | 0       | 0     | 0     |         | 1     | 0     | 0       |       | 1           | 0           | 0           | 1      |
| 3.     | Československo (TCH)            |       | 0       | 2     | 0     |         | 0     | 0     | 0       |       | 0           | 2           | 0           | 2      |
| 4.     | Nizozemsko (NED)                |       | 0       | 0     | 1     |         | 0     | 1     | 0       |       | 0           | 1           | 1           | 2      |
| 5.     | Belgie (BEL)                    |       | 0       | 0     | 0     |         | 0     | 0     | 1       |       | 0           | 0           | 1           | 1      |
| Celkem | Celkem                          |       | 2       | 2     | 2     |         | 2     | 2     | 2       |       | 4           | 4           | 4           | 12     |